# Barend Blankert
Barend Blankert (Kampen, 30 december 1941 – Amsterdam, 11 juli 2023) was een Nederlands kunstschilder; hij was docent aan de Academie Minerva in Groningen.

## Biografie
Blankert werd in 1941 geboren en groeide op in Kampen. In 1948 verhuisde het gezin naar Sneek, waar zijn vader rector van het gymnasium werd. Van 1954 tot 1957, verbleef hij langere tijd in Schiedam, en van 1957 tot 1960 was hij weer terug in Sneek. Na het behalen van het HBS-b Staatsexamen studeerde hij van 1960 tot 1963 aan de Rijksnormaalschool ter Opleiding van Tekenleraren, in Amsterdam.
Na afronding van zijn studie begon hij in 1963 een schooljaar als tekenleraar in het lyceum in Den Helder. Van 1966 tot 1969 was hij tekenleraar aan de Landbouwhuishoudschool in Gorredijk, en van 1967 tot 1972 aan het gymnasium in Sneek. Van 1966 tot 1972 was hij tevens docent aan de Academie Vredeman de Vries in Leeuwarden, en van 1971 tot 1992 docent aan de Academie Minerva in Groningen.
Naast zijn onderwijstaken bouwde Blankert aan zijn carrière als schilder. In 1963 werd hij genomineerd voor de Talensprijs, en hij won viermaal een Bronzen medaille Europa-prijs van de stad Oostende in 1969, 1971, 1973 en 1976. In 1999 ontving hij de Smelik & Stokking-prijs en in 2006 de Sacha Tanja Penning.
Blankert overleed op 11 juli 2023.

## Werk

### Werkwijze
In een interview uit 2001 door Peter Karstkarel vertelde Blankert over zijn werkwijze: 
Mijn schilderijen komen heel geleidelijk tot stand. Het begint met het algemene waarnemen. Bepaalde dingen en mensen vallen me op, zetten zich vast en dan ga ik ze schetsen. lk leg een soort getekend beeldarchief aan. Soms liggen die tekeningen en schetsen lang te wachten. Een algemeen idee, een ervaring vormt altijd de aanleiding om aan iets nieuws te beginnen. Ik zoek niet, want dan vind ik nooit veel waardevols. Zo'n beeld komt eigenlijk vanzelf zo'n beetje tevoorschijn en ik moet het dan helpen. De mensen en dingen doemen op uit de schetsen. Vervolgens wordt het concreter en daar helpen de schetsen direct of indirect aan mee. Daarop volgt het poseren; precies zoals het gedacht is of zoals het al gevormd is met behulp van de schetsen. De poses - van mensen uit de naaste omgeving familie en vrienden en ik sta zelf ook vaak model - worden gefotografeerd. Naar die foto's maak ik grote, strakke transparanttekeningen. Ik schuif er net zo lang mee tot ik de bedoelde compositie heb bereikt. De transparanten kunnen dan overgebracht worden op paneel.

### Ontvangst
Een recensie uit 1992 in het Nieuwsblad van het Noorden beschreef Blankert als "een van de interessantste traditioneel-figuratieve schilders van dit moment."  In zijn huisgalerie, de Galerie Wijk in Wehe-den Hoorn, exposeerde interieurgezichten en een naaktstudie. Dezelfde recensie beschreef deze laatste als: 
... een bijzonder sensuele studie van een jong naakt meisje. In die naaktstudie excelleert Blankert met een 'modelé' van een monochroom zacht paars op de achtergrond.
Zijn verstilde interieurgezichten hebben een zelfde bijzonderheid:
... Zijn konterfeitsels van antieke meubels - lopend van rijk geborduurde Louis XVstoelen tot Art Deco-theetafels - zijn heel wat drukker van kleurtekening. Blankert is geen traditionele schilder 'pur sang'. Wat op het eerste gezicht een heel gewoon tafeltje lijkt, blijkt bij nadere beschouwing een waar neogeo-kunstwerk door een bijzonder ingewikkeld constructivistisch inlegpatroon in het tafelblad. Door nadrukkelijk met de perspectivische werking van het meubel te spelen krijgt het schilderij nog eens een extra dimensie.
Tegelijk met deze expositie nam Blankert deel aan de Triënnale Noordbeeld I Nordblld in het Drents Museum.

## Exposities, een selectie
- 1990. Solo-expo, Marnehoes, Kerkstraat, Wehe-Den Hoorn.[10][11]
- 1991. Vijf Friese realisten, Kunsthuis Noard Workum.[12]
- 1992, Noordbeeld I Nordblld, Figuratieve kunst uit Noord- Nederland en Noordwest-Duitsland, Drents Museum, Assen.[8][9]

## Publicaties
- Bosmans, Juub. Barend Blankert, Koosje van Keulen, Carel van Eeden. Fries Museum, 1975.
- Blankert, Barend. Voor eeuwig bevroren, 1975-1998 : Barend Blankert, 1941. s.n., 1999.
- Blankert, Barend. Barend Blankert, meester van de melancholie : schilderijen. Waanders, 2002.